# Клязьминское водохранилище
Кля́зьминское водохранилище (Пироговское) — одно из водохранилищ системы канала имени Москвы. Расположено в Московской области в пределах городских округов: Химки, Долгопрудный и Мытищи. Высота над уровнем моря — 162,0 м.
На берегу водохранилища расположились: микрорайон Хлебниково города Долгопрудного, посёлки Покровская Гора, Новоалександрово, Птицефабрики, Поведники, Чиверёво; деревни Новосельцево, Капустино, Семкино, Сорокино, Терпигорьево, Подрезово, Болтино, Осташково, а также несколько дачных и садоводческих товариществ.

## Характеристика
Образовано в 1937 году в результате сооружения на реке Клязьме Пироговского гидроузла. Является одним из крупнейших водохранилищ региона.
Соединено с Пяловским и Химкинским водохранилищами. Включает в себя Пироговский плёс и ряд заливов: Котовский, Капустинский, Новоалександровский, Красная горка, Кашинский, Сорокинский, Поведниковский, 1-й и 2-й Пироговские; а также три бухты: Ореховая, Тихая и Радости.
Полезный объём — 27 млн м³, площадь — 16,2 км².
Ширина — до 1,2 км, длина — 16 км, глубина — до 16 м (средняя — 5,5 м). Регулирование стока сезонное, колебания уровня до 2 метров.
Замерзает в середине ноября, вскрывается в середине апреля.

## Значение водохранилища
Используется для водоснабжения Москвы и Московской области, обводнения Москвы-реки, судоходства, регулирования уровня и загрязнённости воды в Клязьме. Популярное место отдыха.
Кроме того резервуар вместе с другими водохранилищами используется, как запас энергии для Сходненской и других малых ГЭС.
Распространёны парусный и в меньшей степени буерный спорт. Множество яхт-клубов, с вёсельными и моторными лодками, катамаранами, катерами и аквабайками.
Популярен спортивный и любительский лов рыбы (летом следует учитывать интенсивное движение прогулочных лодок и яхт).
По Генеральному плану развития Москвы 1971 года водохранилище было включено в проект Восточного судоходного канала, обводного канала вокруг Москвы.

## Животный мир и растительность
В водохранилище водятся окунь, плотва, ёрш, лещ, сом, ротан.
Берега водоёма заселены, множество пляжей и причалов, левый берег местами распахан. Встречаются отдельные участки сосновых боров и дубрав, изредка попадаются влажные луговые берега. Крупные участки смешанного леса растут лишь в районе московского водозаборного узла.

## Подъезд к водоёму
К берегам водоёма можно проехать по Дмитровскому и Осташковскому шоссе на автомобилях. Подъезды и проходы к южному берегу (ближнему к Москве), за исключением нескольких организованных зон отдыха, в большинстве мест перекрыты частными яхт-клубами, пансионатами и коттеджными посёлками. Более доступен для рыбалки и неорганизованного туризма и отдыха северный берег.
Водохранилище и Канал им. Москвы доступны для проезда речным транспортом, в том числе прогулочными рейсами из Москвы от Речного вокзала.
Электричками савёловского направления можно добраться до железнодорожных платформ «Водники» или «Хлебниково».

## Происшествия
- В 2003 году, в результате сброса нескольких тонн нефтепродуктов со строящегося на берегу частного коттеджа, забор воды для водоснабжения г. Москвы был прекращён до самоочищения водоёма[7].
- В 2017 году наблюдаются рейдерские действия по захвату яхт-клубов[8][9].

## Галерея

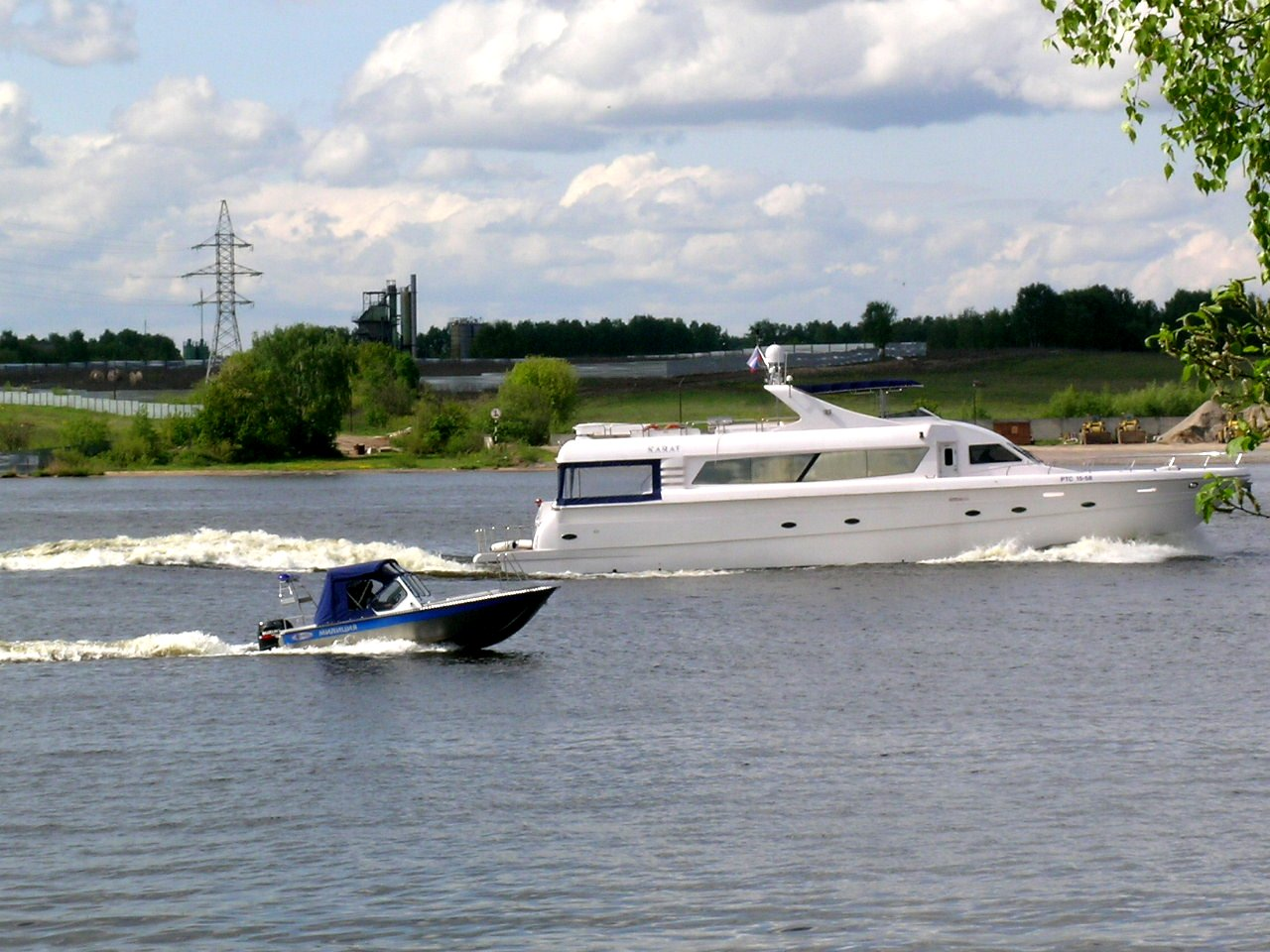
Клязьминское водохранилище в районе Новоалександрово
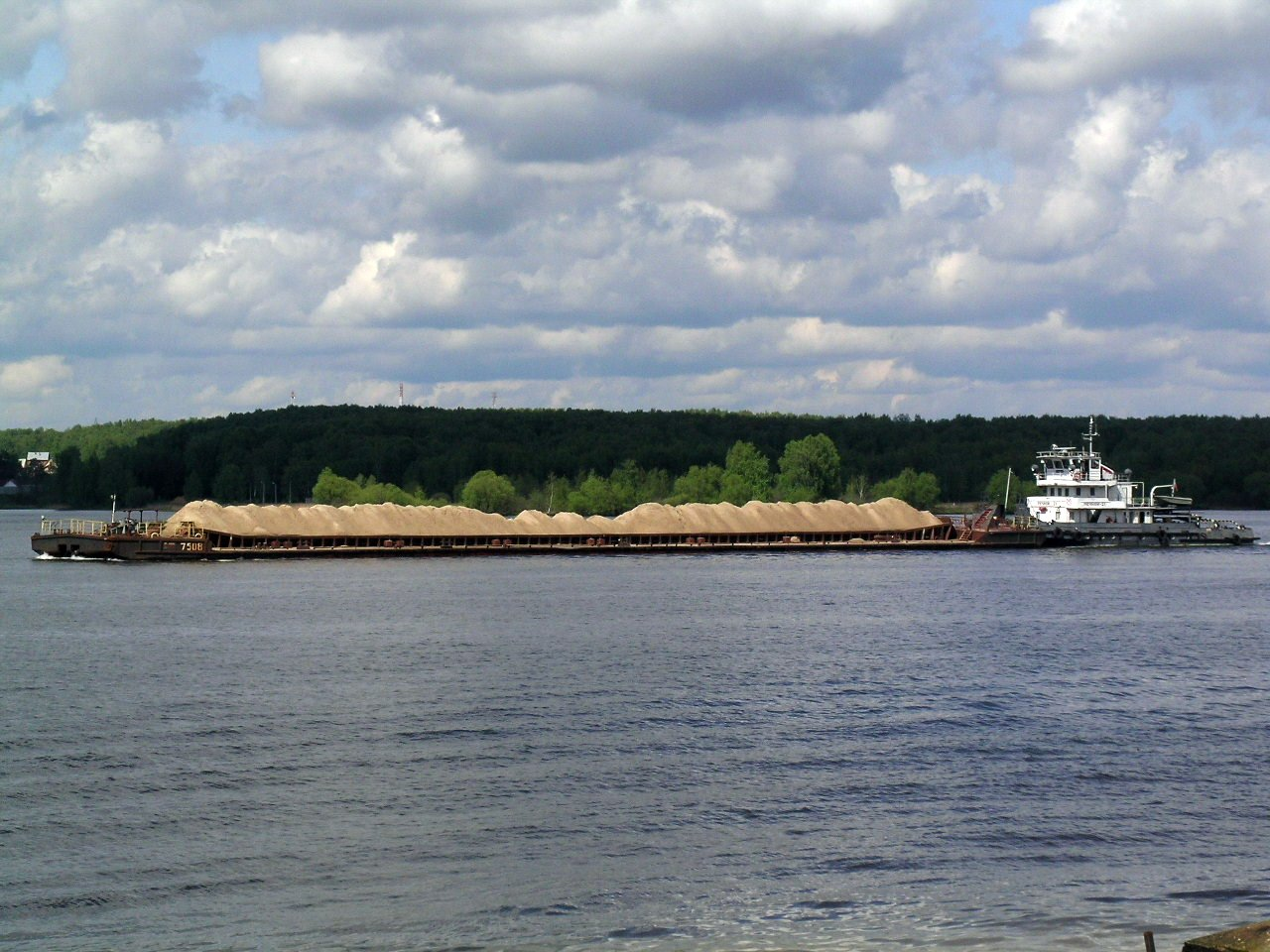
Клязьминское водохранилище в районе Новоалександрово
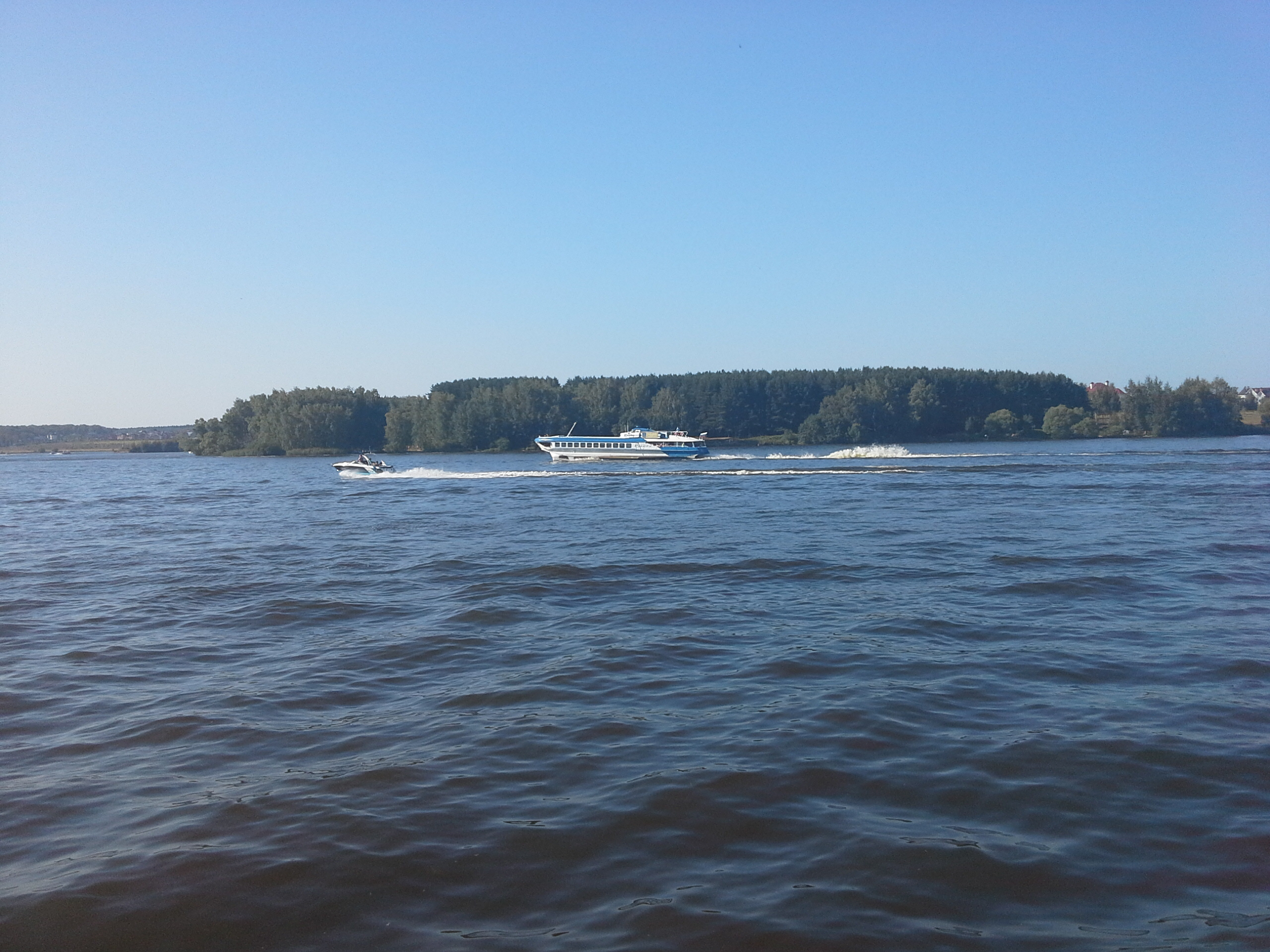
Клязьминское водохранилище в районе Чиверёво
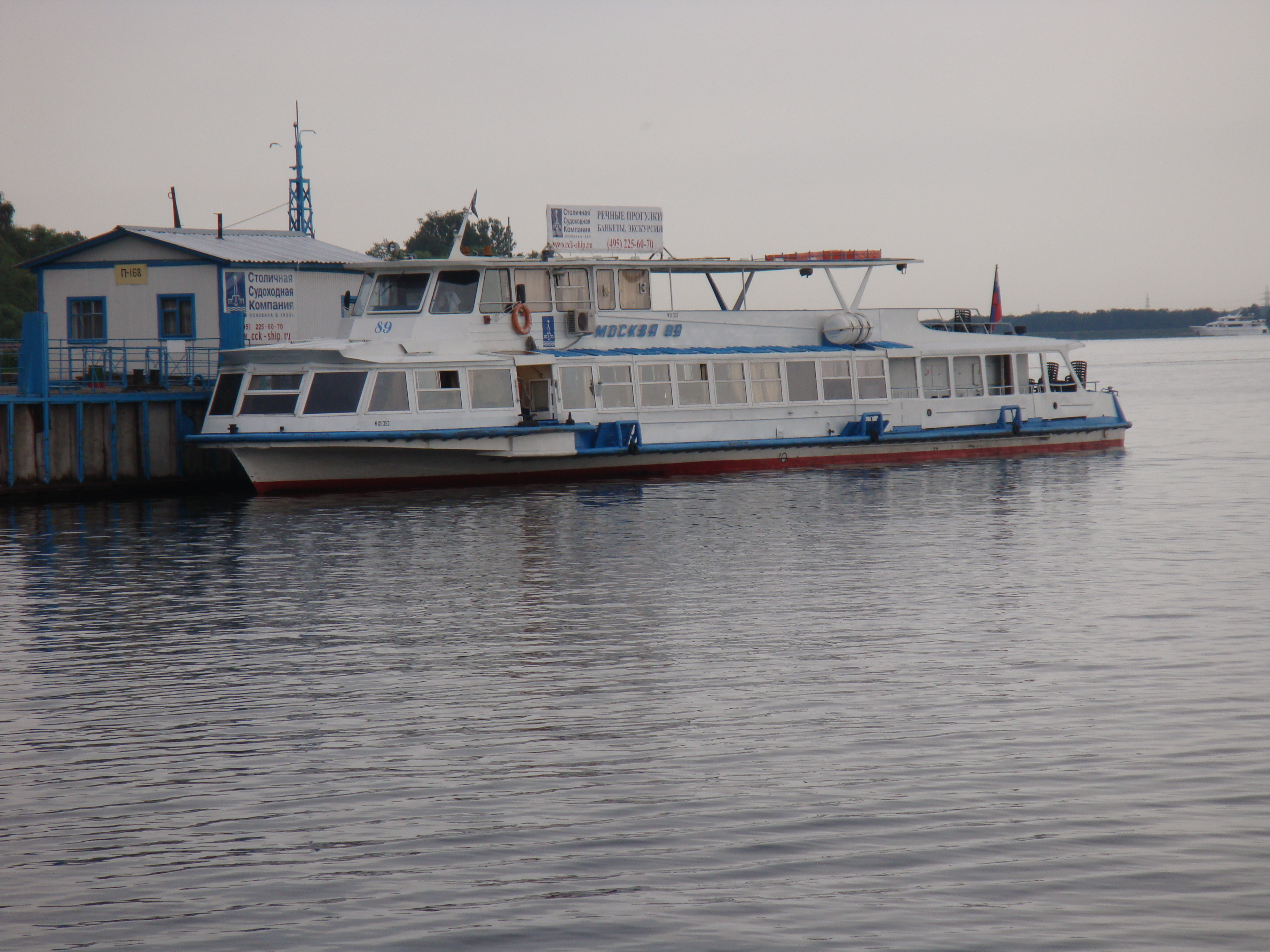
Теплоход у причала Бухта Радости на Клязьминском водохранилище. Мытищинский район
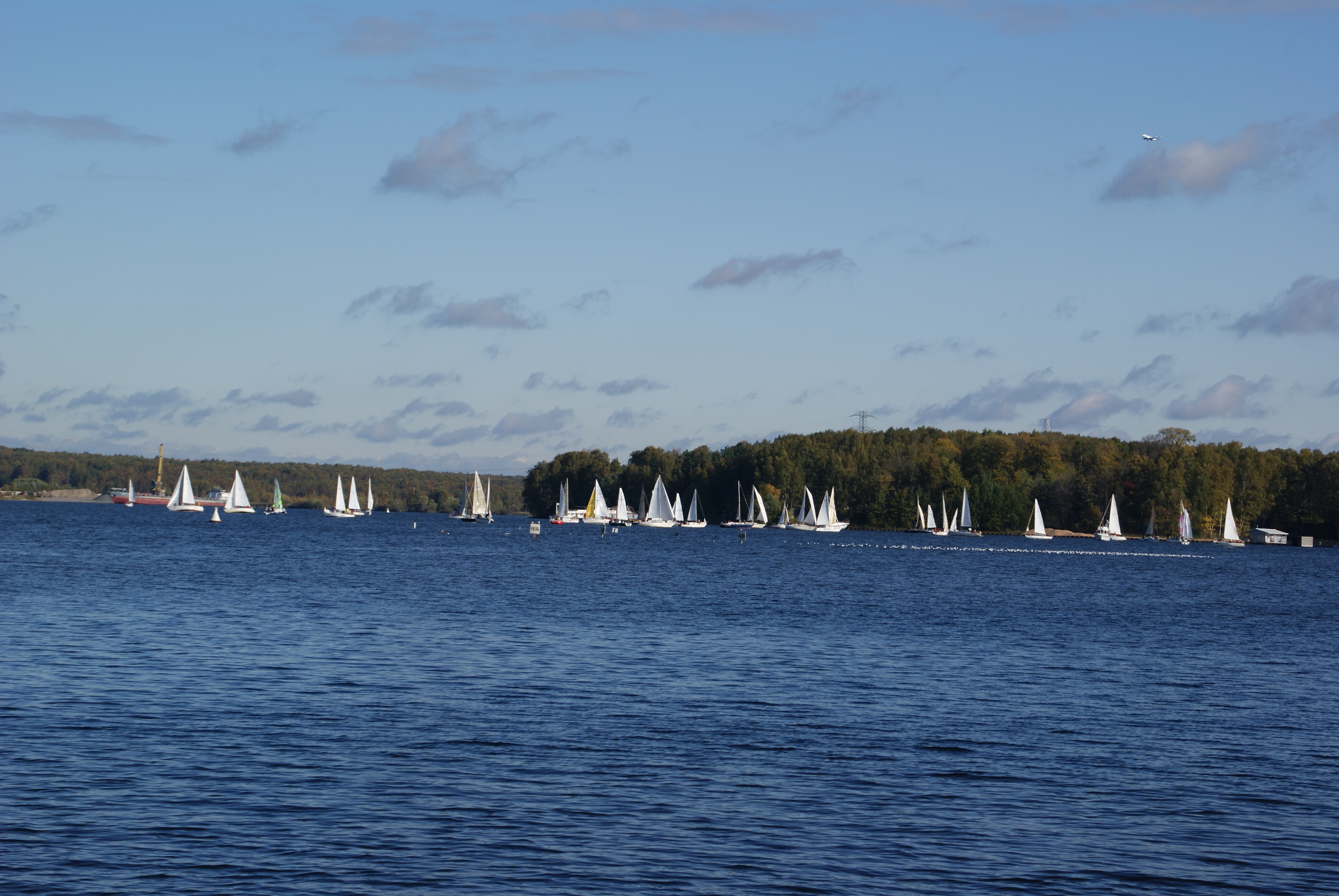
Парусная регата в районе Покровской Горы